# Таси Лимтијако
Таси Лимтијако (енгл. Tasi Limtiaco; 4. јануар 1994) микронезијски је пливач чија специјалност су трке прсним стилом. 
Представљао је Микронезију на светском првенству у малим базенима у Хангџоуу 2018, те на светском првенству у великим базенима у Квангџуу 2019. године. У Квангџуу је пливао у квалификационим тркама на 100 прсно (65. место) и 200 прсно (50. место), те у мешовитим штафетама на 4×100 мешовито (32) и 4×100 слободно (33. место).  